# 温柔刺客
《温柔刺客》（直译为“天鹅绒刺客”）是一款由Replay Studios開發，由Missing Link Games發行的隐蔽类游戏。在游戏中，玩家将要扮演一个二战中在纳粹后方作战的英国女间谍——维奥莉特·萨默（Violette Summe）。游戏剧情受到英国军情六处特工維歐蕾特·薩博传奇般的真实行动经历启发。

## 引用
1. ↑  . Xbox 360 Fanboy. 2008-05-13  [2008-05-13]. （原始内容存档于2008-05-14）.
2. ↑  "Velvet Assassin: Suede Stealth," Game Informer 184 (August 2008): 68.